# All England/Damendoppel
Als All England werden die Internationalen Meisterschaften von England im Badminton bezeichnet. Sie sind das älteste internationale Badmintonturnier überhaupt und galten bis zur Einführung der Badminton-Weltmeisterschaft im Jahr 1977 als inoffizielle Einzel-WM. Folgend die Gewinner und Finalisten im Damendoppel.

## Die Sieger und Finalisten im Damendoppel
| Jahr      | Sieger                                    | Finalist                                 | Ergebnis            |
| --------- | ----------------------------------------- | ---------------------------------------- | ------------------- |
| 1899      | Meriel Lucas/Mary Violet Graeme           | Ethel Thomson/I. Theobald                | 18-17, 15-5         |
| 1900      | Meriel Lucas/Mary Violet Graeme           | Ethel Thomson/I. Theobald                | 15-9, 5-15, 15-2    |
| 1901      | Daisey St. John/E. Moseley                | Meriel Lucas/Mary Violet Graeme          | 15-0, 15-5          |
| 1902      | Ethel Thomson/Meriel Lucas                | E. Moseley/Daisey St. John               | 18-17, 9-15, 15-9   |
| 1903      | Mabel Hardy/Dorothea Douglass             | Ethel Thomson/Mary K. Bateman            | 15-4, 15-9          |
| 1904      | Ethel Thomson/Meriel Lucas                | Hazel Hogarth/M. Drake                   | 15-2, 15-5          |
| 1905      | Ethel Thomson/Meriel Lucas                | Mabel Hardy/Penelope Dora Harvey         | 15-3, 15-6          |
| 1906      | Ethel Thomson/Meriel Lucas                | Mary K. Bateman/Hazel Hogarth            | 15-10, 15-5         |
| 1907      | G. L. Murray/Meriel Lucas                 | Alice Gowenlock/Dorothy Cundall          | 15-9, 15-9          |
| 1908      | G. L. Murray/Meriel Lucas                 | Alice Gowenlock/Dorothy Cundall          | 15-4, 15-5          |
| 1909      | G. L. Murray/Meriel Lucas                 | Alice Gowenlock/Dorothy Cundall          | 15-3, 9-15, 15-6    |
| 1910      | Mary K. Bateman/Meriel Lucas              | Dorothea Douglass/Dorothy Lyon           | 15-8, 15-8          |
| 1911      | Alice Gowenlock/Dorothy Cundall           | Margaret Larminie/Lavinia Clara Radeglia | 15-12, 11-15, 15-12 |
| 1912      | Alice Gowenlock/Dorothy Cundall           | Constance Ireland/Frances Drake          | 15-2, 15-5          |
| 1913      | Hazel Hogarth/Mary K. Bateman             | Marjorie East/C. Johnstone               | 18-15, 15-4         |
| 1914      | Margaret Tragett/Eveline Peterson         | Alice Gowenlock/Lavinia Clara Radeglia   | 15-4, 16-18, 17-15  |
| 1915 1919 | nicht ausgetragen                         | nicht ausgetragen                        | nicht ausgetragen   |
| 1920      | Lavinia Clara Radeglia/Violet Elton       | Dorothy Harvey/Reynolds                  | 17-15, 5-15, 15-10  |
| 1921      | Margaret McKane/Kitty McKane              | Lavinia Clara Radeglia/Violet Elton      | 15-8, 15-11         |
| 1922      | Margaret Tragett/Hazel Hogarth            | A. M. Head/ Violet Baddeley              | 15-11, 15-9         |
| 1923      | Margaret Tragett/Hazel Hogarth            | Lavinia Clara Radeglia/Violet Elton      | 15-3, 18-15         |
| 1924      | Margaret McKane/Kitty McKane              | A. M. Head/ Violet Elton                 | 15-3, 15-13         |
| 1925      | Margaret Tragett/Hazel Hogarth            | A. M. Head/ Violet Elton                 | 15-11, 15-9         |
| 1926      | A. M. Head/ Violet Elton                  | Marjorie Barrett/Marian Horsley          | 15-9, 15-10         |
| 1927      | Margaret Tragett/Hazel Hogarth            | Violet Baddeley/ L. W. Myers             | 5-15, 18-16, 15-8   |
| 1928      | Marjorie Barrett/Violet Elton             | Margaret Tragett/Hazel Hogarth           | 5-15, 18-16, 15-8   |
| 1929      | Marjorie Barrett/Violet Elton             | Marian Horsley/ Dorothy Colpoys          | 15-13, 15-3         |
| 1930      | Marjorie Barrett/Violet Elton             | Marian Horsley/ Dorothy Colpoys          | 15-1, 15-11         |
| 1931      | Marian Horsley/Betty Uber                 | Marjorie Barrett/Violet Elton            | 12-15, 15-10, 15-5  |
| 1932      | Marjorie Barrett/Leoni Kingsbury          | L. W. Myers/ Brenda Speaight             | 9-15, 18-16, 15-8   |
| 1933      | Marjorie Bell/Thelma Kingsbury            | L. W. Myers/ Brenda Speaight             | 10-15, 15-11, 15-9  |
| 1934      | Marjorie Henderson/Thelma Kingsbury       | L. W. Myers/ Brenda Speaight             | 15-8, 15-5          |
| 1935      | Marjorie Henderson/Thelma Kingsbury       | Betty Uber/Diana Doveton                 | 15-5, 9-15, 15-8    |
| 1936      | Marjorie Henderson/Thelma Kingsbury       | Betty Uber/Diana Doveton                 | 15-10, 5-15, 15-7   |
| 1937      | Betty Uber/Diana Doveton                  | Marjorie Henderson/Thelma Kingsbury      | 17-18, 15-1, 15-2   |
| 1938      | Betty Uber/Diana Doveton                  | Marjorie Henderson/Marian Horsley        | 15-6, 15-1          |
| 1939      | Ruth Dalsgaard/Tonny Olsen                | Marjorie Barrett/Diana Doveton           | 15-11, 2-15, 17-15  |
| 1940 1946 | nicht ausgetragen                         | nicht ausgetragen                        | nicht ausgetragen   |
| 1947      | Tonny Ahm/Kirsten Thorndahl               | Aase Schiøtt Jacobsen/Marie Ussing       | 15-8, 15-7          |
| 1948      | Tonny Ahm/Kirsten Thorndahl               | Betty Uber/Queenie Allen                 | 15-6, 12-15, 15-2   |
| 1949      | Betty Uber/Queenie Allen                  | Tonny Ahm/Kirsten Thorndahl              | 16-17, 15-5, 15-8   |
| 1950      | Tonny Ahm/Kirsten Thorndahl               | Betty Uber/Queenie Allen                 | 16-17, 15-5, 15-8   |
| 1951      | Tonny Ahm/Kirsten Thorndahl               | Mavis Henderson/Queenie Webber           | 17-15, 15-7         |
| 1952      | Tonny Ahm/Aase Schiøtt Jacobsen           | Betty Uber/Queenie Webber                | 18-15, 15-4         |
| 1953      | Iris Rogers/June White                    | Agnete Friis/Marie Ussing                | 11-15, 15-2, 15-9   |
| 1954      | Sue Devlin/Judy Devlin                    | Iris Rogers/June White                   | 15-7, 12-15, 15-8   |
| 1955      | Iris Rogers/June White                    | Sue Devlin/Judy Devlin                   | 18-15, 10-15, 15-9  |
| 1956      | Sue Devlin/Judy Devlin                    | Iris Rogers/June Timperley               | 17-18, 15-12, 15-12 |
| 1957      | Anni Hammergaard Hansen/Kirsten Thorndahl | Iris Rogers/June Timperley               | 7-15, 15-11, 15-10  |
| 1958      | Margaret Varner/ Heather Ward             | Iris Rogers/June Timperley               | 15-12, 15-2         |
| 1959      | Iris Rogers/June Timperley                | Sue Devlin/Judy Devlin                   | 11-15, 15-10, 15-11 |
| 1960      | Sue Devlin/Judy Devlin                    | Kirsten Thorndahl/Inge Birgit Hansen     | 15-13, 15-6         |
| 1961      | Judy Hashman/ Sue Peard                   | Catherine Dunglison/Wilma Tyre           | 15-5, 15-4          |
| 1962      | Judy Hashman/ Tonny Holst-Christensen     | Karin Jørgensen/Ulla Rasmussen           | 15-5, 15-3          |
| 1963      | Judy Hashman/ Sue Peard                   | Karin Jørgensen/Ulla Rasmussen           | 15-6, 15-9          |
| 1964      | Karin Jørgensen/Ulla Rasmussen            | Judy Hashman/ Sue Peard                  | 15-11, 6-15, 15-10  |
| 1965      | Karin Jørgensen/Ulla Rasmussen            | Jennifer Pritchard/Ursula Smith          | 15-5, 15-10         |
| 1966      | Judy Hashman/ Sue Peard                   | Karin Jørgensen/Ulla Strand              | 15-5, 14-17, 15-12  |
| 1967      | Imre Rietveld Nielsen/ Ulla Strand        | Janet Brennan/ Judy Hashman              | 11-15, 15-8, 15-4   |
| 1968      | Minarni/Retno Koestijah                   | Noriko Takagi/Hiroe Amano                | 15-5, 15-6          |
| 1969      | Margaret Boxall/Susan Whetnall            | Hiroe Amano/Tomoko Takahashi             | 15-11, 15-11        |
| 1970      | Margaret Boxall/Susan Whetnall            | Gillian Perrin/Julie Rickard             | 15-6, 8-15, 15-9    |
| 1971      | Noriko Takagi/Hiroe Yuki                  | Gillian Gilks/ Judy Hashman              | 15-10, 18-13        |
| 1972      | Machiko Aizawa/Etsuko Takenaka            | Margaret Beck/Julie Rickard              | 9-15, 15-8, 15-12   |
| 1973      | Machiko Aizawa/Etsuko Takenaka            | Margaret Beck/Gillian Gilks              | 15-10, 10-15, 15-11 |
| 1974      | Margaret Beck/Gillian Gilks               | Margaret Boxall/Susan Whetnall           | 15-5, 18-14         |
| 1975      | Machiko Aizawa/Etsuko Takenaka            | Theresia Widiastuti/Imelda Wiguna        | 12-15, 15-12, 15-9  |
| 1976      | Gillian Gilks/Susan Whetnall              | Margaret Lockwood/Nora Gardner           | 15-10, 15-10        |
| 1977      | Etsuko Toganoo/Emiko Ueno                 | Margaret Lockwood/Nora Perry             | 7-15, 15-3, 15-7    |
| 1978      | Atsuko Tokuda/Mikiko Takada               | Emiko Ueno/Yoshiko Yonekura              | 18-16, 15-6         |
| 1979      | Verawaty/Imelda Wiguna                    | Atsuko Tokuda/Mikiko Takada              | 15-3, 10-15, 15-5   |
| 1980      | Gillian Gilks/Nora Perry                  | Yoshiko Yonekura/Atsuko Tokuda           | 11-15, 15-7, 15-6   |
| 1981      | Nora Perry/Jane Webster                   | Gillian Gilks/Paula Kilvington           | 15-8, 15-4          |
| 1982      | Lin Ying/Wu Dixi                          | Verawaty/Ruth Damayanti                  | 15-8, 15-5          |
| 1983      | Xu Rong/Wu Jianqiu                        | Lin Ying/Wu Dixi                         | 15-9, 15-11         |
| 1984      | Lin Ying/Wu Dixi                          | Kim Yun-ja/Yoo Sang-hee                  | 15-8, 8-15, 17-14   |
| 1985      | Han Aiping/Li Lingwei                     | Guan Weizhen/Wu Jianqiu                  | 15-7, 15-9          |
| 1986      | Chung Myung-hee/Hwang Hye-young           | Kim Yun-ja/Yoo Sang-hee                  | 15-5, 6-15, 15-8    |
| 1987      | Chung Myung-hee/Hwang Hye-young           | Guan Weizhen/Lin Ying                    | 15-6, 8-15, 15-11   |
| 1988      | Chung So-young/Kim Yun-ja                 | Chung Myung-hee/Hwang Hye-young          | 15-8, 9-15, Aufg.   |
| 1989      | Chung Myung-hee/Chung So-young            | Sun Xiaoqing/Zhou Lei                    | 15-7, 15-4          |
| 1990      | Chung Myung-hee/Hwang Hye-young           | Gillian Clark/Gillian Gowers             | 6-15, 15-4, 15-4    |
| 1991      | Chung So-young/Hwang Hye-young            | Kimiko Jinnai/Hisako Mori                | 15-5, 15-3          |
| 1992      | Yao Fen/Lin Yanfen                        | Guan Weizhen/Nong Qunhua                 | 18-14, 18-17        |
| 1993      | Chung So-young/Gil Young-ah               | Yao Fen/Lin Yanfen                       | 5-15, 15-4, 15-7    |
| 1994      | Chung So-young/Gil Young-ah               | Jang Hye-ock/Shim Eun-jung               | 7-15, 15-8, 15-4    |
| 1995      | Gil Young-ah/Jang Hye-ock                 | Eliza Nathanael/Zelin Resiana            | 15-6, 15-3          |
| 1996      | Ge Fei/Gu Jun                             | Helene Kirkegaard/Rikke Olsen            | 15-7, 15-3          |
| 1997      | Ge Fei/Gu Jun                             | Eliza Nathanael/Zelin Resiana            | 15-6, 15-9          |
| 1998      | Ge Fei/Gu Jun                             | Jang Hye-ock/Ra Kyung-min                | 15-7, 15-7          |
| 1999      | Chung Jae-hee/Ra Kyung-min                | Huang Sui/Lu Ying                        | 15-6, 15-8          |
| 2000      | Ge Fei/Gu Jun                             | Chung Jae-hee/Ra Kyung-min               | 15-5, 15-3          |
| 2001      | Gao Ling/Huang Sui                        | Zhang Jiewen/Wei Yili                    | 10-15, 15-8, 15-9   |
| 2002      | Gao Ling/Huang Sui                        | Zhang Jiewen/Wei Yili                    | 7-3, 7-5, 8-7       |
| 2003      | Gao Ling/Huang Sui                        | Yang Wei/Zhang Jiewen                    | 15-10, 15-13        |
| 2004      | Gao Ling/Huang Sui                        | Yang Wei/Zhang Jiewen                    | w.o.                |
| 2005      | Gao Ling/Huang Sui                        | Wei Yili/Zhao Tingting                   | 15-10, 15-13        |
| 2006      | Gao Ling/Huang Sui                        | Yang Wei/Zhang Jiewen                    | 6-15, 15-11, 15-2   |
| 2007      | Zhang Yawen/Wei Yili                      | Yang Wei/Zhang Jiewen                    | 21-16, 8-21, 24-22  |
| 2008      | Lee Kyung-won/Lee Hyo-jung                | Du Jing/Yu Yang                          | 12-21, 21-18, 21-14 |
| 2009      | Zhang Yawen/Zhao Tingting                 | Cheng Shu/Zhao Yunlei                    | 21-13, 21-15        |
| 2010      | Yu Yang/Du Jing                           | Cheng Shu/Zhao Yunlei                    | 20-22, 21-16, 21-13 |
| 2011      | Wang Xiaoli/Yu Yang                       | Mizuki Fujii/Reika Kakiiwa               | 21-2, 21-9          |
| 2012      | Tian Qing/Zhao Yunlei                     | Wang Xiaoli/Yu Yang                      | 21-17, 21-12        |
| 2013      | Wang Xiaoli/Yu Yang                       | Cheng Shu/Zhao Yunlei                    | 21-18, 21-10        |
| 2014      | Wang Xiaoli/Yu Yang                       | Ma Jin/Tang Yuanting                     | 21-17, 18-21, 23-21 |
| 2015      | Bao Yixin/Tang Yuanting                   | Wang Xiaoli/Yu Yang                      | 21-14, 21-14        |
| 2016      | Misaki Matsutomo/Ayaka Takahashi          | Tang Yuanting/Yu Yang                    | 21–10, 21-12        |
| 2017      | Chang Ye-na/Lee So-hee                    | Kamilla Rytter Juhl/Christinna Pedersen  | 21-18, 21-13        |
| 2018      | Kamilla Rytter Juhl/Christinna Pedersen   | Yuki Fukushima/Sayaka Hirota             | 21-19, 21-18        |
| 2019      | Chen Qingchen/Jia Yifan                   | Mayu Matsumoto/Wakana Nagahara           | 18-21, 22-20, 21-11 |
| 2020      | Yuki Fukushima/Sayaka Hirota              | Du Yue/Li Yinhui                         | 21–13, 21–15        |
| 2021      | Mayu Matsumoto/Wakana Nagahara            | Yuki Fukushima/Sayaka Hirota             | 21–18, 21–16        |
| 2022      | Nami Matsuyama/Chiharu Shida              | Zhang Shuxian/Zheng Yu                   | 21–13, 21–9         |
| 2023      | Kim So-young/Kong Hee-yong                | Baek Ha-na/Lee So-hee                    | 21–5, 21–12         |
| 2024      | Baek Ha-na/Lee So-hee                     | Nami Matsuyama/Chiharu Shida             | 21–19, 11-21, 21–17 |

## Statistik

### Mehrfachtitelgewinner
| Platz | Land                       | Spieler                | Anzahl |
| ----- | -------------------------- | ---------------------- | ------ |
| 1     | England                    | Meriel Lucas           | 10     |
| 2     | England Vereinigte Staaten | Judy Devlin            | 7      |
| 3     | Danemark                   | Tonny Ahm              | 6      |
| 3     | Vereinigte Staaten Irland  | Sue Peard              | 6      |
| 3     | China Volksrepublik        | Gao Ling               | 6      |
| 3     | China Volksrepublik        | Huang Sui              | 6      |
| 7     | England                    | Hazel Hogarth          | 5      |
| 7     | England                    | Margaret Tragett       | 5      |
| 7     | England                    | Violet Elton           | 5      |
| 7     | Danemark                   | Kirsten Thorndahl      | 5      |
| 7     | Korea Sud                  | Chung So-young         | 5      |
| 12    | England                    | Ethel Thomson Larcombe | 4      |
| 12    | England                    | Marjorie Barrett       | 4      |
| 12    | England                    | Betty Uber             | 4      |
| 12    | England                    | Marjorie Henderson     | 4      |
| 12    | England                    | Thelma Kingsbury       | 4      |
| 12    | Japan                      | Etsuko Toganoo         | 4      |
| 12    | Korea Sud                  | Chung Myung-hee        | 4      |
| 12    | Korea Sud                  | Hwang Hye-young        | 4      |
| 12    | China Volksrepublik        | Ge Fei                 | 4      |
| 12    | China Volksrepublik        | Gu Jun                 | 4      |
| 12    | China Volksrepublik        | Yu Yang                | 4      |
| 23    | England                    | G. L. Murray           | 3      |
| 23    | England                    | Iris Rogers            | 3      |
| 23    | England                    | June Timperley         | 3      |
| 23    | Danemark                   | Ulla Strand            | 3      |
| 23    | England                    | Susan Whetnall         | 3      |
| 23    | Japan                      | Machiko Aizawa         | 3      |
| 23    | England                    | Gillian Gilks          | 3      |
| 23    | Korea Sud                  | Gil Young-ah           | 3      |
| 23    | China Volksrepublik        | Wang Xiaoli            | 3      |
| 32    | England                    | Mary Violet Graeme     | 2      |
| 32    | England                    | Dorothy Cundall        | 2      |
| 32    | England                    | Alice Gowenlock        | 2      |
| 32    | England                    | Mary K. Bateman        | 2      |
| 32    | England                    | Kitty McKane           | 2      |
| 32    | England                    | Margaret Stocks        | 2      |
| 32    | England                    | Diana Doveton          | 2      |
| 32    | Danemark                   | Karin Jørgensen        | 2      |
| 32    | England                    | Margaret Boxall        | 2      |
| 32    | England                    | Nora Perry             | 2      |
| 32    | China Volksrepublik        | Lin Ying               | 2      |
| 32    | China Volksrepublik        | Wu Dixi                | 2      |
| 32    | China Volksrepublik        | Zhang Yawen            | 2      |

### Sieger nach Land
| Platz | Land                | Anzahl |
| ----- | ------------------- | ------ |
| 1     | England             | 47     |
| 2     | Volksrepublik China | 24     |
| 3     | Südkorea            | 14     |
| 4     | Dänemark            | 11     |
| 5     | Japan               | 9      |
| 6     | Vereinigte Staaten  | 4.5    |
| 7     | Irland              | 2      |
| 7     | Indonesien          | 2      |
| 9     | Niederlande         | 0.5    |

### Mehrfachfinalisten
| Platz | Land                              | Spieler                  | Anzahl |
| ----- | --------------------------------- | ------------------------ | ------ |
| 1     | England Vereinigte Staaten        | Judy Devlin              | 12     |
| 2     | England                           | Meriel Lucas             | 11     |
| 3     | England                           | Violet Elton             | 10     |
| 4     | England                           | Betty Uber               | 9      |
| 4     | England Vereinigte Staaten Irland | Sue Peard                | 9      |
| 6     | England                           | Hazel Hogarth            | 8      |
| 6     | England                           | Marjorie Barrett         | 8      |
| 6     | China Volksrepublik               | Yu Yang                  | 8      |
| 9     | England                           | Ethel Thomson Larcombe   | 7      |
| 9     | England                           | Margaret Tragett         | 7      |
| 9     | England                           | Marjorie Henderson       | 7      |
| 9     | Danemark                          | Tonny Ahm                | 7      |
| 9     | Danemark                          | Kirsten Thorndahl        | 7      |
| 9     | England                           | Iris Rogers              | 7      |
| 9     | England                           | June Timperley           | 7      |
| 9     | England                           | Gillian Gilks            | 7      |
| 9     | China Volksrepublik               | Huang Sui                | 7      |
| 18    | England                           | Alice Gowenlock          | 6      |
| 18    | Danemark                          | Ulla Strand              | 6      |
| 18    | China Volksrepublik               | Gao Ling                 | 6      |
| 18    | China Volksrepublik               | Zhang Jiewen             | 6      |
| 22    | England                           | Dorothy Cundall          | 5      |
| 22    | England                           | Lavinia Clara Radeglia   | 5      |
| 22    | England                           | Marian Horsley           | 5      |
| 22    | England                           | Thelma Kingsbury         | 5      |
| 22    | England                           | Diana Doveton            | 5      |
| 22    | England                           | Queenie Allen            | 5      |
| 22    | Danemark                          | Karin Jørgensen          | 5      |
| 22    | England                           | Margaret Beck            | 5      |
| 22    | Korea Sud                         | Chung Myung-hee          | 5      |
| 22    | Korea Sud                         | Hwang Hye-young          | 5      |
| 22    | Korea Sud                         | Chung So-young           | 5      |
| 22    | China Volksrepublik               | Wang Xiaoli              | 5      |
| 34    | England                           | Mary K. Bateman          | 4      |
| 34    | Irland                            | A. M. Head               | 4      |
| 34    | England                           | Susan Whetnall           | 4      |
| 34    | Japan                             | Etsuko Toganoo           | 4      |
| 34    | England                           | Nora Perry               | 4      |
| 34    | China Volksrepublik               | Lin Ying                 | 4      |
| 34    | China Volksrepublik               | Ge Fei                   | 4      |
| 34    | China Volksrepublik               | Gu Jun                   | 4      |
| 34    | China Volksrepublik               | Wei Yili                 | 4      |
| 34    | China Volksrepublik               | Yang Wei                 | 4      |
| 34    | China Volksrepublik               | Zhao Yunlei              | 4      |
| 45    | England                           | Mary Violet Graeme       | 3      |
| 45    | England                           | G. L. Murray             | 3      |
| 45    | Wales                             | L. W. Myers              | 3      |
| 45    | England                           | Brenda Speaight          | 3      |
| 45    | England                           | Margaret Boxall          | 3      |
| 45    | Japan                             | Machiko Aizawa           | 3      |
| 45    | Japan                             | Atsuko Tokuda            | 3      |
| 45    | China Volksrepublik               | Wu Dixi                  | 3      |
| 45    | Korea Sud                         | Kim Yun-ja               | 3      |
| 45    | China Volksrepublik               | Guan Weizhen             | 3      |
| 45    | Korea Sud                         | Gil Young-ah             | 3      |
| 45    | Korea Sud                         | Jang Hye-ock             | 3      |
| 45    | Korea Sud                         | Ra Kyung-min             | 3      |
| 45    | China Volksrepublik               | Cheng Shu                | 3      |
| 45    | China Volksrepublik               | Tang Yuanting            | 3      |
| 45    | Japan                             | Yuki Fukushima           | 3      |
| 45    | Japan                             | Sayaka Hirota            | 3      |
| 62    | England                           | I. Theobald              | 2      |
| 62    | England                           | E. Moseley               | 2      |
| 62    | England                           | Daisey St. John          | 2      |
| 62    | England                           | Dorothy Lambert Chambers | 2      |
| 62    | England                           | Mabel Hardy              | 2      |
| 62    | England                           | Kitty McKane             | 2      |
| 62    | England                           | Margaret Stocks          | 2      |
| 62    | England                           | Violet Baddeley          | 2      |
| 62    | Irland                            | Dorothy Colpoys          | 2      |
| 62    | Danemark                          | Aase Schiøtt Jacobsen    | 2      |
| 62    | Danemark                          | Marie Ussing             | 2      |
| 62    | Japan                             | Hiroe Amano              | 2      |
| 62    | Japan                             | Noriko Nakayama          | 2      |
| 62    | England                           | Julie Rickard            | 2      |
| 62    | Indonesien                        | Imelda Wiguna            | 2      |
| 62    | Japan                             | Emiko Ueno               | 2      |
| 62    | Japan                             | Mikiko Takada            | 2      |
| 62    | Japan                             | Yoshiko Yonekura         | 2      |
| 62    | Indonesien                        | Verawaty Wiharjo         | 2      |
| 62    | China Volksrepublik               | Wu Jianqiu               | 2      |
| 62    | Korea Sud                         | Yoo Sang-hee             | 2      |
| 62    | China Volksrepublik               | Lin Yanfen               | 2      |
| 62    | China Volksrepublik               | Yao Fen                  | 2      |
| 62    | Indonesien                        | Eliza Nathanael          | 2      |
| 62    | Indonesien                        | Zelin Resiana            | 2      |
| 62    | Korea Sud                         | Chung Jae-hee            | 2      |
| 62    | China Volksrepublik               | Zhao Tingting            | 2      |
| 62    | China Volksrepublik               | Zhang Yawen              | 2      |
| 62    | China Volksrepublik               | Du Jing                  | 2      |
| 62    | Danemark                          | Christinna Pedersen      | 2      |
| 62    | Danemark                          | Kamilla Rytter Juhl      | 2      |
| 62    | Japan                             | Mayu Matsumoto           | 2      |
| 62    | Japan                             | Wakana Nagahara          | 2      |
| 62    | Korea Sud                         | Lee So-hee               | 2      |